# Corvifuge
Un corvifuge est un produit phytosanitaire, employé comme répulsif pour les corbeaux et les corneilles qui peuvent provoquer d'importants dégâts dans les cultures et les jardins.

## Utilisation
En agriculture, les corvifuges sont généralement inclus dans les traitements de semences.
La plupart des produits utilisés actuellement appartiennent à la famille des carbamates
Ils sont souvent associés à un corvicide.

## Toxicité, écotoxicité
Ces produits sont par nature toxiques et écotoxiques, plus ou moins selon leur spectre biocide et selon leur vitesse de dégradation dans l'environnement.
Des produits tels que la chloralose et l'anthraquinone ne sont plus autorisés en France pour cet usage.

## Autre méthodes de lutte contre les oiseaux
Il existe de nombreuses méthodes de lutte contre les oiseaux tels que les filets, les pics anti-volatiles utilisés en ville.
D'autres dispositifs tels que les épouvantails, les objets réfléchissant la lumière, les dispositifs sonores, ne sont pas très efficaces et les oiseaux s'y adaptent en général rapidement car ils constituent de fausses menaces. 